# アレクセイ・スタハノフ

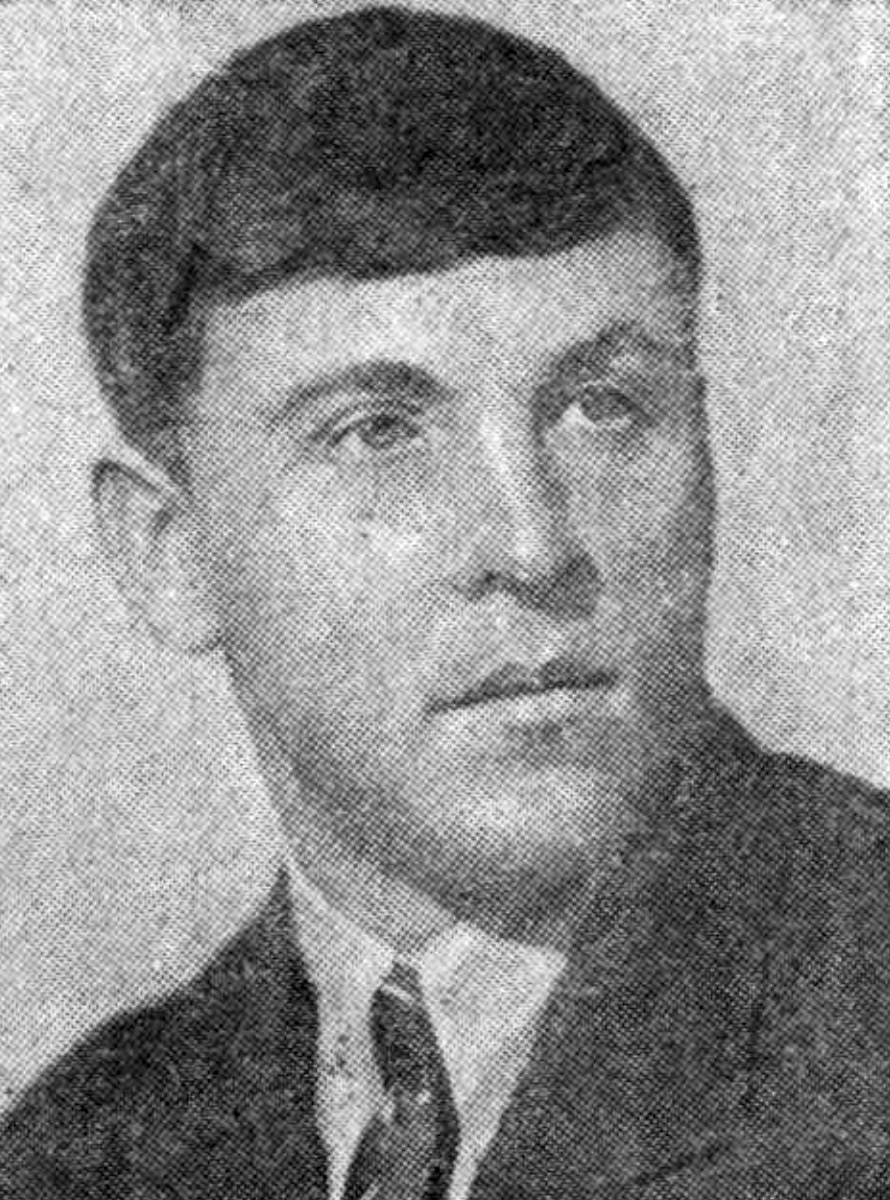
1938年撮影

アレクセイ・グリゴリエヴィチ・スタハノフ（ロシア語: Алексе́й Григо́рьевич Стаха́нов, ラテン文字転写: Aleksei Grigor'evich Stakhanov, 1906年1月3日 - 1977年11月5日）は、ソビエト連邦の炭鉱夫、後にソビエト連邦における生産性向上運動の「スタハノフ運動」のシンボルとなる。

## 生涯
オリョール州リヴェンスキー地区の出身。1927年から炭鉱で働き始める。

### 炭鉱夫
当時のソビエト連邦の指導者であるヨシフ・スターリンの指揮下で1933年から始まった「第二次五カ年計画」の際に、当時ドネツ炭鉱で働いていた炭鉱夫のスタハノフが「新しい掘削技術を考案し、1935年8月31日に、その技術を駆使して当時の1人当たり石炭産出量ノルマのおよそ14倍に当たる102トンの石炭を5時間45分の間に掘り出した」と伝えられたことから、当時「第二次五カ年計画」の計画達成に頭を悩ませていたソビエト連邦における生産性向上運動のシンボルとなった。

### 「スタハノフ運動」
その後これらの「生産性向上運動（ノルマ超過運動）」は、スタハノフの名を取って「スタハノフ運動」と呼ばれるようになり、スタハノフ自身も共産党より「労働英雄」の称号を与えられた他、後に当時のソビエト連邦における最高級勲章の1つである「レーニン勲章」を与えられるなど、一躍「第二次五カ年計画」をはじめとするソビエト連邦の社会主義建設におけるヒーロー的立場に祭り上げられる。

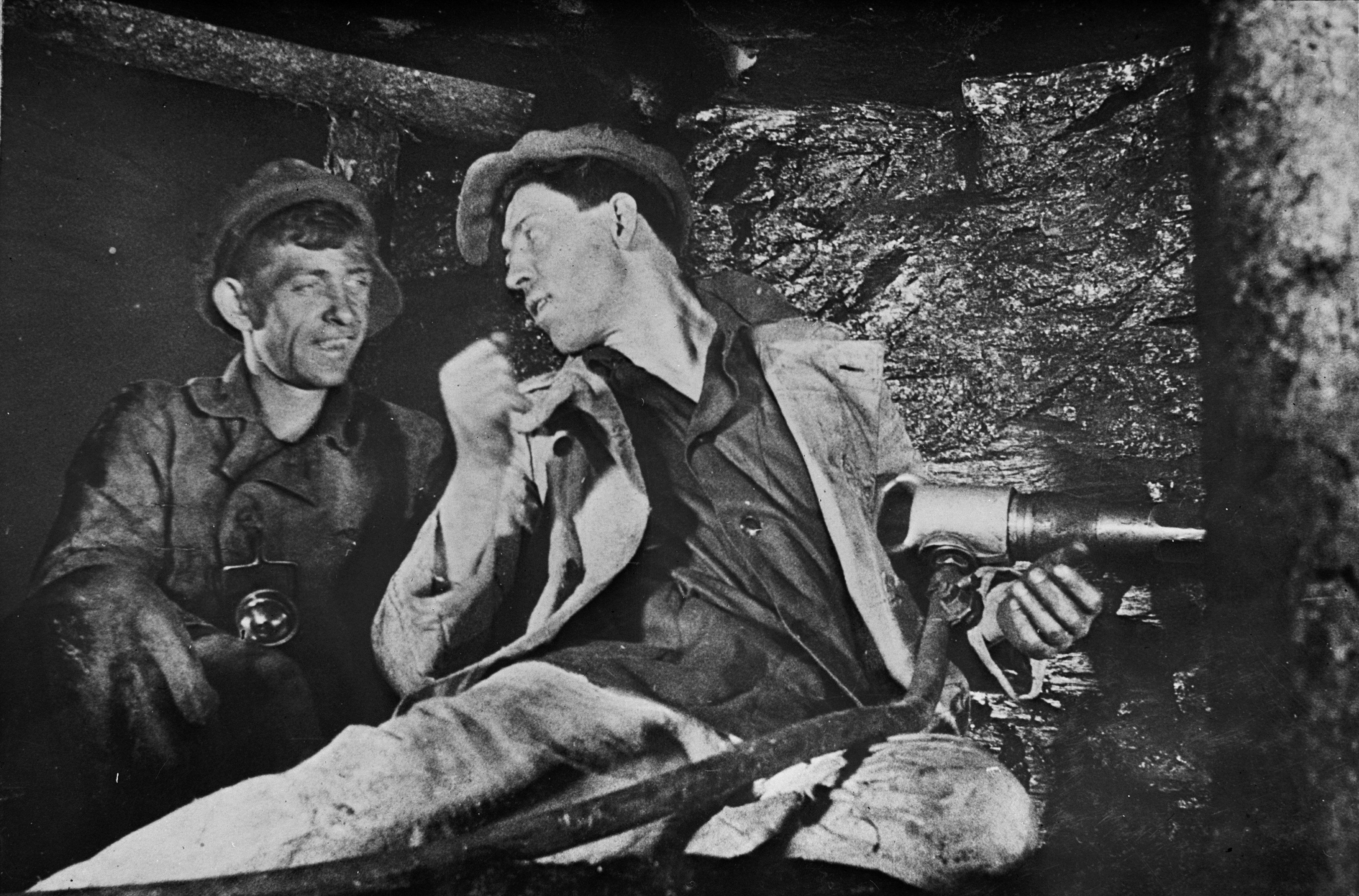
スタハノフの功績を描いたプロパガンダポスター

### 批判
しかしその後、スタハノフのノルマ達成における過程に疑問が投げかけられた他、「スタハノフ運動」に代表される「生産効率の向上」と過剰なノルマが結果的に労働者を苦しめ、生産効率やモチベーションの低下に繋がる結果になったことから、現在ではスタハノフの「功績」は、「強制的ノルマによる非人道的労働」や、「国家による労働者に対する搾取」と言った否定的なニュアンスで語られることが多い。

### スターリン批判後
1953年のスターリンの死後、フルシチョフのスターリン批判によりスタハノフの評価は堕ち、住んでいたモスクワから再びドネツ炭鉱へ戻された。その後は1974年まで炭鉱のチーフエンジニアとして勤務するが、スターリンのプロパガンダの対象だったことで家族から見放され（彼に同行せずモスクワに残った）、酒に溺れたのが元で健康を害し、1977年にトレーズの精神病院で転んで頭を打ち、脳挫傷により死去した。